# Тондэмун
Тондэмун(кор. 동대문?, 東大門 ?, большие восточные ворота) также Хынъинджимун (в буквальном переводе «ворота восходящей доброты») — ворота в центре Сеула, один из символов города.
В корейском языке «Тондэмун» означает «великие восточные врата», это название было дано из-за главных восточных ворот в стене, окружавшей Сеул во времена правления династии Чосон.

## История
Тондэмун был построен во время правления короля Тхэджо в 1398 году, реконструирован в 1453 году, а современный облик обрёл в 1896 году.

### Рынок
На сегодняшний день территорию вокруг Тондэмуна занимает т. н. Тондэмунский рынок (кор. 동대문시장); он включает в себя престижные торговые районы, а также несколько подземных магазинов, киосков и рынков, открытых в течение большей части дня. Эта территория выросла в крупнейший торговый центр Южной Кореи. В 2007 году в Сеуле начался дизайн-проект по благоустройству Тондэмуна для реконструкции территории, занятой ранее под стадион Тондэмун (площадка любителей бейсбола). Разработанный со всемирно известным архитектором Захой Хадид новый дизайн, как ожидается, после завершения работ по реконструкции сделает Тондэмун одной из самых известных достопримечательностей в деловой части Сеула.
Ворота расположены в районе Чонногу на шестой улице Чонно. По состоянию на 2010 год название ближайшей станции сеульского метро было изменено на «Тондэмунский парк истории и культуры».